# 德奧合併紀念章
德奧合併纪念勋章，官方名為1938年3月13日紀念勋章（德語：Die Medaille zur Erinnerung an den 13. März 1938）是纳粹德国在两次世界大战期间授予的勋章，以紀念1938年的德奧合併。這枚紀念章也是一系列佔領勋章中的第一枚。
1. ↑  Angolia 1987，第56頁.